# 光叶卷花丹
光叶卷花丹（学名：Scorpiothyrsus glabrifolius）为野牡丹科卷花丹属下的一个种。

## 扩展阅读
- 維基物種上的相關：光叶卷花丹